# Пари
«Пари» (італ. Le coppie) — італійська кінокомедія з трьох новел режисерів Маріо Монічеллі, Альберто Сорді і Вітторіо Де Сіки. Прем'єра фільму відбулася 23 грудня 1970 року.

## Сюжет
Три новели розповідають про сімейне життя деяких подружніх пар.

### Холодильник
Подружжя двох бідних робітників — емігрантів хоче купити холодильник — обов'язковий в 70-х роках атрибут достатку. Але грошей на покупку не вистачає і, щоб заробити ще трохи, вони вирішуються на відчайдушний крок — проституцію. Однак дружина не дуже засмучена такою перспективою.

#### В ролях
- Моніка Вітті —  Адель
- Енцо Янначчі —  Гавін

#### Творці
- Режисер: Маріо Монічеллі
- Оператор: Карло Ді Пальма
- Композитор: Енцо Янначчі
- Монтажер: Руджеро Мастроянні

### Кімната
Щоб відзначити десяту річницю весілля, пара вирішує провести невеликі канікули в одному з фешенебельних готелів Сардинії. Але потрапити в світ багатства, розкоші і важливих персон не так-то просто і залишок романтичної пригоди їм доводиться провести у в'язниці.

#### В ролях
- Альберто Сорді — Джіачінто Колона
- Россана Ді Лоренцо —  Ермінь Колона

#### Творці
- Режисер: Альберто Сорді
- Оператор: Санте Акілле
- Композитор: П'єро Піччоні
- Монтажер: Франко Фратічеллі

### Лев
Двоє закоханих Антоніо і Джулія, не можуть повернутися додому через те, що на виході з місця їхньої зустрічі розташувався лев. Ситуація досягає критичної межі і двоє коханців проявляють свою сутність.

#### В ролях
- Альберто Сорді — Антоніо
- Моніка Вітті — Джулія

#### Творці
- Режисер: Вітторіо Де Сіка
- Оператор: Енніо Гуарн'єрі
- Композитор: Мануель Де Сіка
- Монтажер: Адріана Новеллі